# Nikolái Ozolin
Nikolai Ozolin (Unión Soviética, 2 de noviembre de 1926-25 de junio de 2000) fue un atleta soviético especializado en la prueba de salto con pértiga, en la que consiguió ser subcampeón europeo en 1946.

## Carrera deportiva
En el Campeonato Europeo de Atletismo de 1946 ganó la medalla de plata en el salto con pértiga, con un salto por encima de 4.10 metros, tras el sueco Allan Lindberg (oro con 4.17 metros) y por delante del checoslovaco Jan Bém (bronce también con 4.10 metros pero en más intentos).